# Alexandre Pharamond
Alexandre Pharamond est un joueur de rugby à XV français, né le 20 octobre 1876 à Paris (1er arrondissement) et mort le 4 mai 1953 à Neuilly-sur-Seine, de 1,65 m, ayant occupé le poste d'arrière essentiellement et célèbre restaurateur dans l'établissement créé en 1832 par son grand-père.
Il était le beau-frère des deux frères Beaurin-Gressier, autres joueurs du Stade français. 
Des 17 membres de l'équipe française championne olympique de rugby en 1900, il est celui possédant le plus beau palmarès après Auguste Giroux et Joseph Olivier, et offre la particularité d'avoir été champion de France dans les deux grands clubs parisiens de son époque. Il fut aussi nommé capitaine de l'équipe de France.
Il s'éteignit à 77 ans de mort naturelle, dans le métro parisien.

## Palmarès
- Champion olympique: 1900 à Paris
- Champion de France avec le Racing club de France : 1900
- Champion de France avec le Stade français : 1901, 1903
- Vice-champion de France au Stade français : 1904, 1905, 1906, 1907

## Notes et références

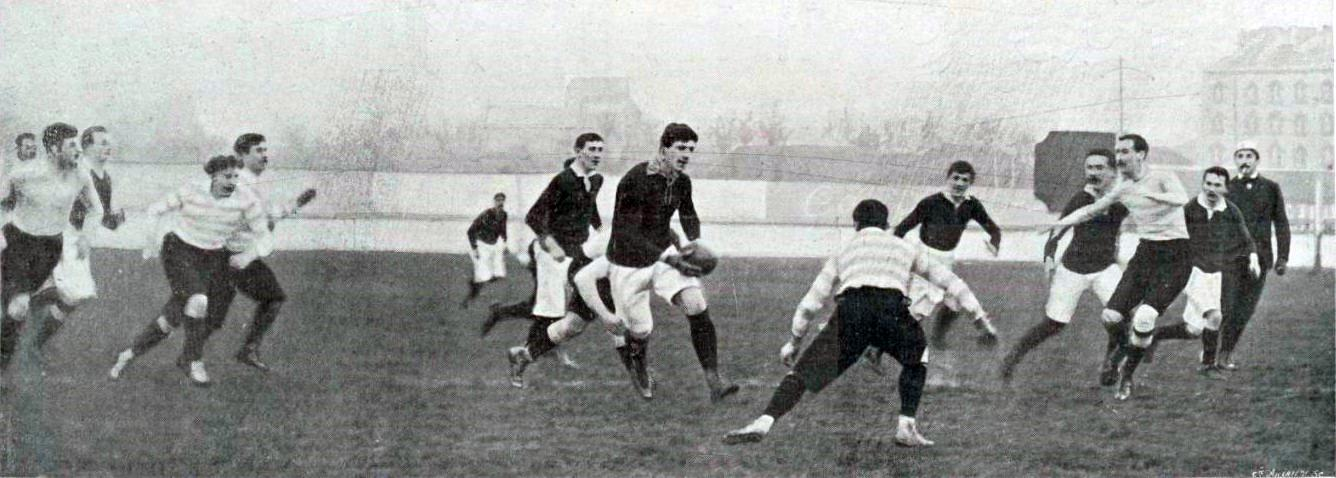
RCF - London Irish FC, l'arrière Pharamond arrête la charge de l'Irlandais Ruttven (juin 1899).